# Берсеркер (цикл)
Берсеркер — цикл фантастических произведений американского писателя Фреда Саберхагена, написанных в жанре «Космической оперы».

## Сюжет
Человечество вышло в космос, начало осваивать другие планеты и перенесло свои вооружённые конфликты в другие звёздные системы. Люди накопили огромное количество вооружений, готовясь к крупномасштабной межзвёздной войне, и именно это спасло человечество, когда из глубин Вселенной появился новый смертельно опасный враг.
Огромные автоматические корабли с искусственным разумом и нечеловеческой логикой — наследие закончившейся тысячелетия назад космической войны между давно исчезнувшими расами. Их единственная цель — убивать всё живое, а их логика случайна и непредсказуема. Люди назвали эти машины-убийцы Берсеркерами. Теперь или люди уничтожат космических убийц, или же берсеркеры уничтожат человеческую расу. Третьего не дано.

## Вселенная берсеркеров
Первоначальные Берсеркеры были спроектированы и построены как абсолютное оружие расой, теперь известной только как Строители, чтобы уничтожить своих соперников, Красную расу, в войне, которая происходила во времена, соответствующие эпохе палеолита Земли. Строителям не удалось обеспечить себе защиту от атак Берсеркеров, или они потеряли эту защиту из-за неизвестной неисправности, изменившей программу Берсеркеров, в результате вскоре после гибели Красной Расы они были уничтожены собственными созданиями. Затем Берсеркеры отправились через Галактику, чтобы выполнять свою основную задачу, которая теперь заключается в  уничтожении всего живого.
Аналогичная предпосылка, хотя и в гораздо меньшем масштабе, была ранее представлена Уолтером М. Миллером-младшим в рассказе 1954 года «Я создал тебя», описанном рецензентом Н. Самуэльсоном как «чистый набросок» ученика чародея о военной машине на Луне, которая убивает любого, кто оказывается в зоне её досягаемости, включая одного из её создателей, потому что её схемы управления повреждены".

## Произведения, входящие в цикл
1. Берсеркер (1967) (сборник рассказов)
  - Введение третьего историка (1967)
  - Игра вслепую (1963)
  - Доброжизнь (Доброжил) (1963)
  - Миротворец (1964), др. назв. — «О мире и о любви» и «The Life Hater».
  - Каменный край (1965)
  - Покровитель искусств (1965)
  - Господин Шут (1966)
  - Причуды асимметрии (1965)
  - Маскарад в красном смещении (1965)
  - Знак волка (1965)
  - В Храме Марса (1966)
  - Лик Бездны (1966)
2. Брат убийца (1969)
  - Каменный человек (1967)
  - Крылатый шлем (1967)
  - Брат берсеркер (1967)
3. Планета берсеркера (1974; 1975)
4. Человек-берсеркер (1979)
5. Заклятый враг (1979)
  - Улыбка (1977)
  - Давление (1967)
  - Уничтожение Ангкора Апейрона (1975)
  - Ошибка нечеловека (1974)
  - О некоторых происшествиях касающихся радианта (1979)
  - Звёздная песня (1968)
  - Колотушка (1978)
  - Игра (1977)
  - Крылья тьмы (1974)
6. The Berserker Wars (1981)
7. База берсеркера (1985) — различные рассказы написаны разными авторами
  - База пленников (1985)
  - Что делает нас людьми (Стивен Р. Дональдсон — 1984)
  - Друзья вместе (1985)
  - С такими друзьями (Конни Уиллис — 1985)
  - Родники печали (1985)
  - Сам себя удивил (Роджер Желязны 1984)
  - Великий секрет (1985)
  - Смертоносная утроба (Пол Андерсон — 1983)
  - Опасные сны (1985)
  - Пилоты сумрака (Эдвард Брайант — 1984)
  - Пересекая черту (1985)
  - Падение капли слезы (Ларри Нивен — 1983)
  - База берсеркера (1985)
8. Трон берсеркера (1985);
9. Берсеркер «Синяя смерть» (1985)
10. The Berserker Attack (1987)
11. Berserker Lies (1991)
12. Безжалостный убийца (1993)
13. Слепая ярость (1997)
14. Шива из стали (1998)
15. Berserkers: The Beginning (1998)
16. Berserker’s Star (2003)
17. Berserker Prime (2003)
18. Berserker Man: Mega Book (2004)
19. Berserker Death: Mega Book (2005)
20. Rogue Berserker (2005)

## Адаптации
- Настольная игра, основанная на сериале, была выпущена Flying Buffalo Inc в 1982 году[2].
- Адаптация комикса создается Fan-Atic Press[3].
- В игре по почте Starweb использует термин «Берсерк» с разрешения Фреда Саберхагена; Саберхаген вернул услугу, используя вымышленную игру Starweb в качестве фона для романа «Октагон».

## Публикации
- Фред Саберхаген. Берсеркер. — М.: Рипол, Джокер, 1992. — 320 с. — (Joker). — 100 000 экз. — ISBN 5-87012-002-6.
- Фред Саберхаген. Звезда Берсеркера. — СПб.: Оверлайд, 1992. — 544 с. — (Клуб любителей фантастики). — 50 000 экз. — ISBN 5-8308-0070-5.
- Фред Саберхаген. Берсеркер-I. — Смоленск: Русич, 1994. — 544 с. — (Сокровищница боевой фантастики и приключений (Русич)). — 50 000 экз. — ISBN 5-88590-105-8.
- Фред Саберхаген. Берсеркер-II. — Смоленск: Русич, 1994. — 528 с. — (Сокровищница боевой фантастики и приключений (Русич)). — 50 000 экз. — ISBN 5-88590-113-9.
- Фред Саберхаген. Берсеркер-III. — Смоленск: Русич, 1994. — 560 с. — (Сокровищница боевой фантастики и приключений (Русич)). — 50 000 экз. — ISBN 5-88590-013-2.
- Фред Саберхаген. Берсеркер-IV. — Смоленск: Русич, 1994. — 448 с. — (Сокровищница боевой фантастики и приключений (Русич)). — 50 000 экз. — ISBN 5-88590-013-2.
- Фред Саберхаген. Берсеркер. Заклятый враг. — М.: Эксмо-Пресс, 1999. — 544 с. — (Стальная крыса). — 13 000 экз. — ISBN 5-04-003712-0.
- Фред Саберхаген. Берсеркер: Маска Марса. — М.: Эксмо-Пресс, 1999. — 400 с. — (Стальная крыса). — 15 000 экз. — ISBN 5-04-003313-3.
- Фред Саберхаген. Берсеркер: Планета Смерти. — М.: Эксмо-Пресс, 1999. — 400 с. — (Стальная крыса). — 15 000 экз. — ISBN 5-04-003709-0.
- Фред Саберхаген. Берсеркер: Безжалостный убийца. — М.: Эксмо-Пресс, 2000. — 464 с. — (Стальная крыса). — 10 100 экз. — ISBN 5-04-004069-5.
- Фред Саберхаген. Берсеркер: Синяя смерть. — М.: Эксмо-Пресс, 2000. — 544 с. — (Стальная крыса). — 10 000 экз. — ISBN 5-04-004071-7.
- Фред Саберхаген. Берсеркер: Слепая ярость. — М.: Эксмо-Пресс, 2000. — 384 с. — (Стальная крыса). — 10 000 экз. — ISBN 5-04-004070-9.
- Фред Саберхаген. Шива из стали. — М.: Эксмо-Пресс, Эксмо-Маркет, 2000. — 400 с. — (Стальная крыса). — 10 000 экз. — ISBN 5-04-004565-4.
- Фред Саберхаген. Берсеркер. — М.: Эксмо, 2007. — 864 с. — (Шедевры фантастики). — 11 000 экз. — ISBN 978-5-699-28235-7.
- Фред Саберхаген. Берсеркер. — М., СПб: Эксмо, 2008. — 320 с. — (Фантастика & фэнтези: The Best of). — 5000 экз. — ISBN 978-5-699-20840-1.